# Răzvan Onea
Răzvan Philippe Onea (Parigi, 19 maggio 1998) è un calciatore rumeno, difensore del Rapid Bucarest.

## Caratteristiche tecniche
È un terzino destro.

## Carriera
Cresciuto nell'LPS Satu Mare, nel 2017 viene acquistato dall'Afumați, con cui fa il suo esordio fra i professionisti il 12 agosto giocando il match perso 1-0 contro l'Hermannstadt; in breve tempo si ritaglia uno spazio da titolare nel club, che al termine della stagione retrocede in terza divisione. Nell'estate del 2019 si trasferisce al FC Politehnica Iași, nella massima divisione rumena.

## Statistiche
Statistiche aggiornate al 2 luglio 2025

### Presenze e reti nei club
| Stagione                   | Squadra                    | Campionato                 | Campionato | Campionato | Coppe nazionali | Coppe nazionali | Coppe nazionali | Coppe continentali | Coppe continentali | Coppe continentali | Altre coppe | Altre coppe | Altre coppe | Totale | Totale | Totale |
| Stagione                   | Squadra                    | Comp                       | Pres       | Reti       | Comp            | Pres            | Reti            | Comp               | Pres               | Reti               | Comp        | Pres        | Reti        | Pres   | Reti   |        |
| -------------------------- | -------------------------- | -------------------------- | ---------- | ---------- | --------------- | --------------- | --------------- | ------------------ | ------------------ | ------------------ | ----------- | ----------- | ----------- | ------ | ------ | ------ |
| 2017-2018                  | Afumați                    | L2                         | 33         | 1          | CR              | 2               | 0               |                    | -                  | -                  |             | -           | -           | 35     | 1      |        |
| 2018-2019                  | Afumați                    | L3                         | 30         | 1          | CR              | 0               | 0               |                    | -                  | -                  |             | -           | -           | 30     | 1      |        |
| Totale Afumați             | Totale Afumați             | Totale Afumați             | 63         | 2          |                 | 2               | 0               |                    | -                  | -                  |             | -           | -           | 65     | 2      |        |
| 2019-2020                  | FC Politehnica Iași        | L1                         | 10         | 0          | CR              | 2               | 0               |                    | -                  | -                  |             | -           | -           | 12     | 0      |        |
| 2020-2021                  | FC Politehnica Iași        | L1                         | 38         | 2          | CR              | 1               | 0               |                    | -                  | -                  |             | -           | -           | 39     | 2      |        |
| 2021-gen. 2022             | FC Politehnica Iași        | L2                         | 13         | 0          | CR              | 1               | 0               |                    | -                  | -                  |             | -           | -           | 14     | 0      |        |
| Totale FC Politehnica Iași | Totale FC Politehnica Iași | Totale FC Politehnica Iași | 61         | 2          |                 | 4               | 0               |                    | -                  | -                  |             | -           | -           | 65     | 2      |        |
| gen.-giu. 2022             | Rapid Bucarest             | L1                         | 6          | 0          | CR              | 0               | 0               |                    | -                  | -                  |             | -           | -           | 6      | 0      |        |
| 2022-2023                  | Rapid Bucarest             | L1                         | 33         | 1          | CR              | 2               | 0               |                    | -                  | -                  |             | -           | -           | 35     | 1      |        |
| 2023-2024                  | Rapid Bucarest             | L1                         | 21         | 1          | CR              | 2               | 0               |                    | -                  | -                  |             | -           | -           | 23     | 1      |        |
| 2024-2025                  | Rapid Bucarest             | L1                         | 20         | 0          | CR              | 3               | 0               |                    | -                  | -                  |             | -           | -           | 23     | 0      |        |
| 2025-2026                  | Rapid Bucarest             | L1                         | -          | -          | CR              | -               | -               |                    | -                  | -                  |             | -           | -           | -      | -      |        |
| Totale carriera            | Totale carriera            | Totale carriera            | 204        | 6          |                 | 13              | 0               |                    | -                  | -                  |             | -           | -           | 217    | 6      |        |